# Skeironozercon
Skeironozercon es un género de ácaros perteneciente a la familia Zerconidae.

## Especies
Skeironozercon Halasková, 1977
- Skeironozercon embersoni Halaskova, 1977
- Skeironozercon tricavus Blaszak, 1982